# Цебриківська селищна територіальна громада
Цебриківська селищна територіальна громада — територіальна громада в Україні, у Роздільнянському районі Одеської області, створена рішенням облради від 27 червня 2017 року в рамках адміністративно-територіальної реформи 2015–2020 років. Населення громади становить 4857 особи, адміністративний центр — с-ще Цебрикове.

Перші вибори відбулися 29 жовтня 2017 р.
З моменту утворення до 17 липня 2020 року підпорядковувалась Великомихайлівському району.
Громада утворена в результаті об'єднання Цебриківської селищної ради із сільськими радами: Вишневською Великомихайлівського району і Саханською Ширяївського району.
Таким чином до громади увійшли 1 с-ще (Цебрикове) і 14 сіл:
- Вишневе
- Галупове (незаселене з початку 2010-х років)
- Іринівка
- Малоцебрикове
- Мардарівка
- Никомаврівка
- Новопавлівка
- Новоселівка (незаселене з кінця 2000-х - початку 2010-х років)
- Новороманівка (незаселене з кінця 2010-х років)
- Оленівка
- Ольжинове
- Привільне
- Саханське
- Сокорове